# Периферіарх
Периферіарх (грец. Περιφερειάρχης) — офіційний представник влади, голова периферії Греції.
До адміністративної реформи 2010 року, здійсненої відповідно до Програми «Каллікратіс», периферіархи призначались урядом Греції. Перші вибори периферіархів відбулись на місцевих виборах 2010 року. Рада на чолі із периферіархом поряд із Радою антипериферіарха - виборні органи другого рівня місцевого самоврядування, після децентралізованих адміністрацій на вищому рівні.